# Eva Llorach
Eva Llorach, född 3 april 1977 i Murcia, är en spansk skådespelare.
Llorach har bland annat medverkat i TV-serierna Elitskolan och Dödliga flammor. Hon medverkar även i filmen La desconocida.

## Filmografi (i urval)
- 2019–2021 – Elitskolan (TV-serie)
- 2023 – Dödliga flammor (TV-serie)
- 2023 – La desconocida